# Dipaenae acheron
Dipaenae acheron är en fjärilsart som beskrevs av Walker 1854. Dipaenae acheron ingår i släktet Dipaenae och familjen björnspinnare. Inga underarter finns listade i Catalogue of Life.